# REBOOT (원더걸스의 음반)
《REBOOT》는 대한민국의 음악 그룹 원더걸스의 세 번째 정규 음반으로, 2015년 8월 3일 발매되었다. 이번 앨범은 레트로 댄스, 레트로 팝 발라드, 올드스쿨 힙합 등 1980년대 장르에서 영향을 받았으며, 타이틀곡 〈I Feel You〉를 제외한 전 수록곡에 원더걸스 멤버들이 참여했다. 이번 앨범은 총 13곡으로 이루어져 있는데 음원으로는 12곡을 들을 수 있지만 마지막 숨겨진 13번 트랙은 오직 CD를 통해서만 들을 수 있다. 해당 트랙은 원더걸스 전 멤버가 함께하는 모습을 그리워하는 팬들을 위해 만들어진 깜짝 트랙으로 예은, 유빈, 선미, 혜림, 선예, 소희가 함께 소소한 이야기 나누는 일상의 대화를 담은 트랙이다.

## 배경
2012년 마지막 앨범을 낸 후 《REBOOT》이 발매되기까지 여러 번 컴백한다는 소식이 있었다. 2013년 4월 6일 선예의 큰아버지 민원기는 《연예가중계》에서 "해체는 없다. 내년 상반기는 힘들 것 같고, 내년 하반기에는 활동을 재개하지 않을까한다"고 말했다. 2014년 8월 예은은 《써니의 FM데이트》에 출연해 "우리끼리 모일 때면 항상 음악에 대해 얘기를 한다. 기다려준다면 금방 볼 수 있을 것"이라고 전했다. 2015년 3월 민원기는 SNS에 선미와 함께 찍은 사진을 올리며 "올 하반기에 선미가 합류해 컴백한다"는 글을 올렸으나, 글을 삭제했다.  5월에는 선미가 원더걸스에 재합류 해 하반기에 컴백한다는 기사가 났으나, JYP 엔터테인먼트 측은 결정된 것은 아무것도 없다고 말했다. 한달 뒤 선미가 복귀해 유빈, 예은, 혜림과 4인조로 7월, 8월에 컴백한다는 기사가 또 다시 났지만, 이전과 마찬가지로 JYP에서는 결정된 것이 없다고 번복했다. 이후 JYP 측은 유빈, 예은, 혜림과 함께 선미가 합류해 4인조로 7월 이후 컴백하며, 남양주 일대에서 신곡의 뮤직비디오 촬영을 마쳤다고 발표했다.

## 프로모션
2015년 8월 3일 서울 한남동 현대카드 언더스테이지에서 《REBOOT》 발매 쇼케이스를 열었다. 이후 8월 7일 《뮤직뱅크》를 시작으로 8일 《음악중심》, 9일 《인기가요》에서 컴백 무대를 가졌다.

## 수록곡
| #            | 제목                        | 작사                               | 작곡                 | 편곡                 | 재생 시간 |
| ------------ | --------------------------- | ---------------------------------- | -------------------- | -------------------- | --------- |
| 1.           | 〈Baby Don't Play〉         | 핫펠트(예은), 홍지상               | 핫펠트(예은), 홍지상 | 핫펠트(예은), 홍지상 | 3:22      |
| 2.           | 〈Candle〉 (Feat. Paloalto) | 우혜림, Frants, 팔로알토(Paloalto) | 우혜림, Frants       | 우혜림, Frants       | 3:44      |
| 3.           | 〈I Feel You〉              | 박진영                             | 박진영, E.One        | 박진영, 홍지상       | 3:25      |
| 4.           | 〈Rewind〉                  | 이선미, 주효, 이토요               | 이선미, 주효, 이토요 | 이선미, 주효, 이토요 | 3:33      |
| 5.           | 〈Loved〉                   | 김유빈, 심은지                     | 김유빈, 심은지       | 심은지               | 3:39      |
| 6.           | 〈John Doe〉                | 유빈, 홍지상, 주효                 | 유빈, 홍지상, 주효   | 유빈, 홍지상, 주효   | 3:11      |
| 7.           | 〈One Black Night〉         | 핫펠트(예은), Frants               | 핫펠트(예은), Frants | 핫펠트(예은), Frants | 3:46      |
| 8.           | 〈Back〉                    | 유빈, 혜림, 이토요                 | 유빈, 혜림, 이토요   | 유빈, 혜림, 이토요   | 3:28      |
| 9.           | 〈OPPA〉 (오빠)             | 우혜림, Frants                     | 우혜림, Frants       | 우혜림, Frants       | 3:33      |
| 10.          | 〈사랑이 떠나려 할 때〉     | 이선미, 심은지                     | 이선미, 심은지       | 심은지               | 3:53      |
| 11.          | 〈없어〉 (GONE)             | 유빈, 심은지                       | 유빈, 심은지         | 심은지               | 3:41      |
| 12.          | 〈이 순간〉                 | 핫펠트(예은), 홍지상               | 핫펠트(예은), 홍지상 | 핫펠트(예은), 홍지상 | 3:45      |
| 총 재생 시간 | 총 재생 시간                | 총 재생 시간                       | 총 재생 시간         | 총 재생 시간         | 43:00     |

| #   | 제목                          | 재생 시간 |
| --- | ----------------------------- | --------- |
| 13. | 〈20150711〉 (Talk - CD ONLY) |           |

## 차트

### 주간 차트
| 차트 (2015)             | 최고 순위 |
| ----------------------- | --------- |
| 대한민국 (가온 차트)    | 5         |
| 미국 (빌보드 월드 앨범) | 2         |